# Ilie Cebanu
Ilie Pavel Cebanu (Chișinău, 29 dicembre 1986) è un ex calciatore moldavo, di ruolo portiere.

## Carriera

### Club
Ha giocato nella massima serie del campionato moldavo, austriaco e russo.

### Nazionale
Ha esordito in Nazionale l'11 ottobre 2013 in Moldavia-San Marino (3-0).